# Birkanyírás 3.
A Birkanyírás 3. (eredeti cím: Barbershop: The Next Cut, Barbershop 3 vagy Barbershop 3: The Next Cut) 2016-ban bemutatott amerikai filmvígjáték, amelynek rendezője Malcolm D. Lee, forgatókönyvírója Kenya Barris és Tracy Oliver, producerei pedig Ice Cube, Robert Teitel és George Tillman Jr. voltak. A film a 2004-es Birkanyírás 2. folytatása és a Birkanyírás-filmsorozat harmadik része. 

## Rövid történet
Mivel a környező közösségük rosszabbra fordult, a Calvin fodrászat csapata összefog, hogy némi szükséges változást hozzanak a környékükre.

## Szereplők
- Ice Cube: Calvin Palmer, Jr.
- Nicki Minaj: Draya
- Cedric the Entertainer: Eddie Walker
- Regina Hall: Angie
- Sean Patrick Thomas: Jimmy James
- Jazsmin Lewis: Jennifer
- Eve: Terri
- Anthony Anderson: J.D.
- Common: Rashad
- Margot Bingham: Bree
- Utkarsh Ambudkar: Raja
- J. B. Smoove: One Stop
- Lamorne Morris: Jerrod
- Tyga: Yummy
- Jamal Woolard: Marquese
- Deon Cole: Dante
- Michael Rainey Jr.: Jalen Palmer
- Troy Garity: Isaac
- Anthony Davis: Önmaga
- Reggie Brown: Obama elnök
- Jwaundace Candece: a fiú anyja
- Diallo Thompson: Kenny Smith
- Auntie Fee: Mabel

## Filmzene
| 1.    | Real People (performed by Ice Cube & Common)                       | Tone Mason & Mark McKay               | 2:37 |
| 2.    | Good as Hell (performed by Lizzo)                                  | Ricky Reed                            | 2:38 |
| 3.    | Working Class Heroes (Work) (performed by CeeLo Green)             | Sean Phelan & CeeLo Green             | 2:58 |
| 4.    | Everything Is (performed by Gabriel Garzón-Montano)                | Gabriel Garzón-Montano                | 4:15 |
| 5.    | It's Just Begun (performed by the Jimmy Castor Bunch)              | Castor-Pruitt Productions             | 3:32 |
| 6.    | Let Go (performed by Lalah Hathaway)                               | Rex Rideout                           | 4:06 |
| 7.    | Hold On (performed by Kem)                                         | Kem                                   | 4:11 |
| 8.    | September (performed by Earth, Wind & Fire)                        | Maurice White                         | 3:38 |
| 9.    | Set Me Free (performed by Leela James)                             | Leela James & John Dee Hammond        | 3:46 |
| 10.   | Respect Yourself (performed by The Staple Singers)                 | Al Bell                               | 3:33 |
| 11.   | Turn Up (performed by The Heavy)                                   | The Heavy                             | 3:28 |
| 12.   | People Get Up and Drive Your Funky Soul (performed by James Brown) | James Brown, Cliff White & Tim Rogers | 9:05 |
| 13.   | Never Too Much (performed by Luther Vandross)                      | Luther Vandross                       | 3:51 |
| 14.   | Future Is Mine (performed by DJ Cassidy & Chromeo)                 | DJ Cassidy                            | 4:22 |
| 15.   | Move On Up (performed by Curtis Mayfield)                          | Curtis Mayfield                       | 8:56 |
| 16.   | Eyes of a Child (performed by Aloe Blacc)                          | DJ Khalil                             | 6:13 |
| 71:09 |                                                                    |                                       |      |